# Ribnitz-Damgarten
Ribnitz-Damgarten, Bernsteinstadt – miasto w Niemczech w kraju związkowym Meklemburgii-Pomorzu Przednim, w powiecie Vorpommern-Rügen, siedziba związku gmin Ribnitz-Damgarten.

## Geografia

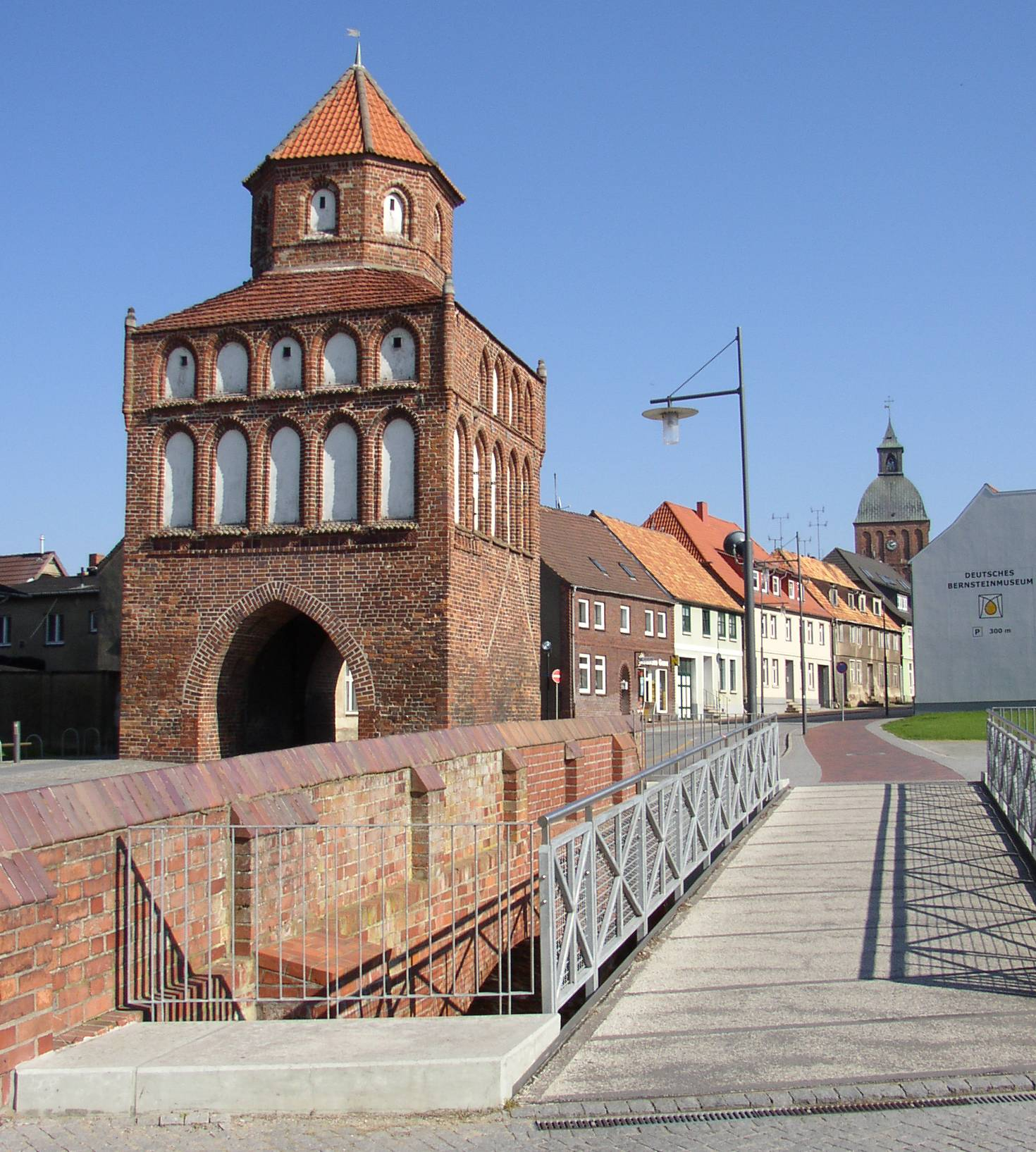
Brama Rostocka

Ribnitz-Damgarten położony jest na północny wschód od miasta Rostock, przy ujściu rzeki Recknitz do zatoki Saaler Bodden.
Przez miasto przebiega droga krajowa B105.
Dzielnice miasta:
| - Altheide - Behrenshagen - Beiershagen - Borg - Dechowshof - Freudenberg | - Hirschburg - Klein-Müritz - Klockenhagen - Körkwitz - Langendamm - Neuheide | - Neuhof - Petersdorf - Pütnitz - Tempel - Wilmshagen |

## Toponimia
Obydwa człony nazwy miasta mają pochodzenie słowiańskie. Nazwa Damgarten powstała z połączenia słów dąb i gród, zaś Ribnitz powstało od połabskiej nazwy oznaczającej miejsce bogate w ryby. W języku polskim odpowiednikami tych nazw są Rybnica i Dębogóra.

## Historia

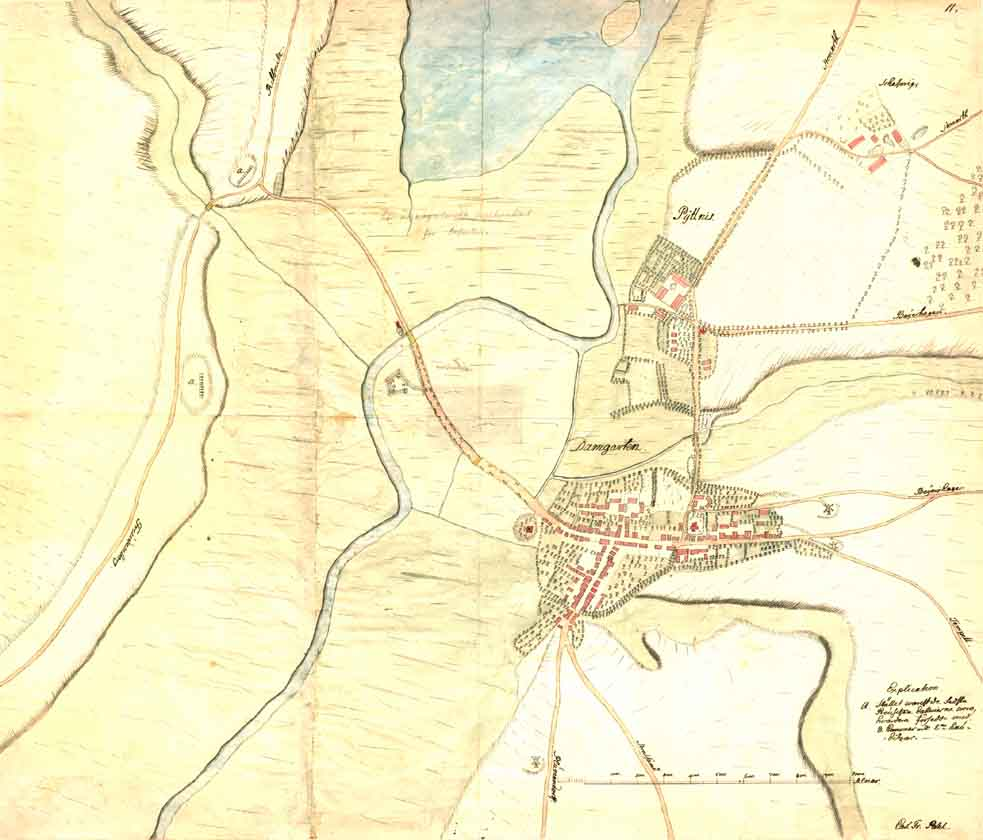
Damgarten w 1760 roku

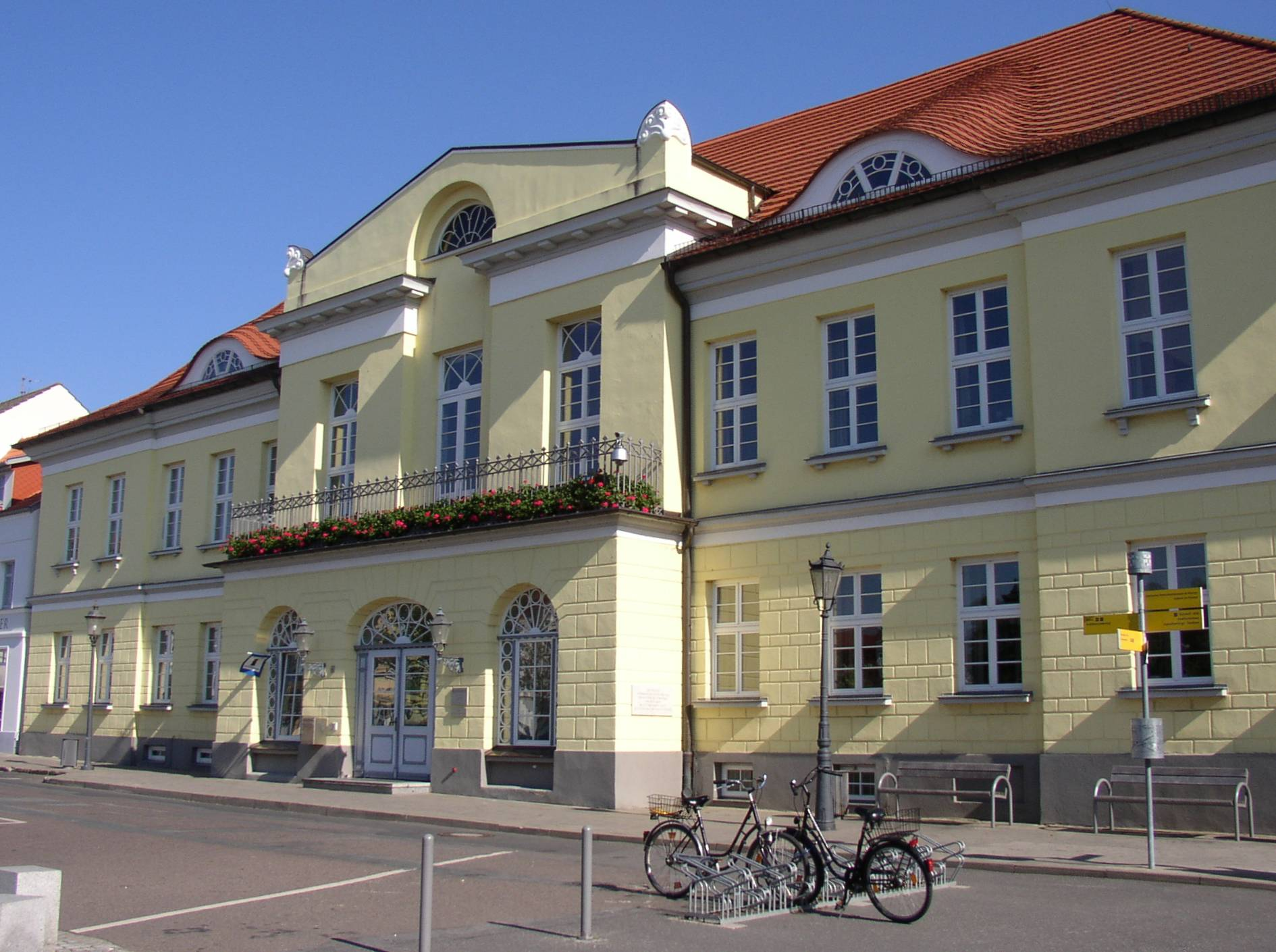
Ratusz

Po raz pierwszy o Damgarten wzmiankowano w 1225 r. jako wsi Damechore. W 1258 roku książę rugijski Jaromir lokował miasto na prawie lubeckim na wzór Stralsundu. Damgarten miało zadanie strzec granicy z Meklemburgią. Zostało zlokalizowane na wzniesieniu nad bagnistą doliną Reknicy. Po zachodniej (meklemburskiej) stronie rzeki powstało wtedy miasto Ribnitz. Damgarten otrzymało wraz z lokacją miasta samorząd, dobra ziemskie, przywileje gospodarcze, w tym zwolnienie z ceł w całym księstwie rugijskim.
W 1326 roku wymarła dynastia książąt rugijskich i po kilkuletniej wojnie sukcesyjnej między księstwem pomorskim a Meklemburgią, Damgarten wraz z całym władztwem Wisławowiców zostało przyłączone do Pomorza (ostatecznie w 1354 roku).
Miasto początkowo miało wójta książęcego stojącego na czele rady miejskiej, która składała się z przedstawicieli mieszczan. Wójt książęcy ok. 1300 roku miał już tylko prerogatywy sądownicze, a miasto było zarządzane przez burmistrza na czele rajców.
Początkowo w radzie miejskiej zasiadało 3 członków łącznie z burmistrzem, a na podstawie recesu z 1736 roku było już 5 członków. W 1570 roku miała miejsce wizytacja książęca, która potwierdziła ustrój miasta. W XVII wieku zniesiono stanowisko wójta książęcego będącego sędzią i jego kompetencje przejął burmistrz i towarzysząca mu rada. W XVII wieku w wyniku konfliktów społecznych pomiędzy radą miejską a pospólstwem zostały utworzone obok magistratu organy kontrolne: kolegium czterech i kolegium ośmiu mieszczan.
Samorządowy ustrój miasta wykształcony w okresie książęcym przetrwał z niewielkimi zmianami cały okres panowania szwedzkiego (1648-1815) i był potwierdzany kilkukrotnie w 1736 i 1802 roku, a także w pierwszym dziesięcioleciu po przyłączenia do pruskiego Pomorza Przedniego. W 1849 roku rada miejska utraciła kompetencje sądownicze. Następnie w 1858 roku wprowadzono m.in. trójklasowe prawo wyborczego do rady miejskiej, jednakże ustrój komunalny Damgarten (podobnie jak innych miasta dawnego Pomorza Szwedzkiego) różnił się znacznie od wzorców pruskich opartych na ordynacie z 1808 i 1853 roku.
Odrębność ustrojowa miast Pomorza Przedniego została zlikwidowano dopiero po objęciu władzy przez nazistów w Niemczech. Ustrój miast i gmin wiejskich został ujednolicony poprzez Pruską Ordynację Gminną (niem. Gemeindeverfassunggesetz) z 1933 roku oraz Niemiecką Ordynację Gminną (niem. Deutsche Gemeindeordnung).
Po II wojnie światowej Damgarten znajdowało się w radzieckiej strefie okupacyjnej Niemiec, w landzie Meklemburgia. W 1949 po utworzeniu Niemieckiej Republiki Demokratycznej miejscowość znalazła się w Okręgu Rostockim (niem. Bezirk Rostock). W 1950 roku miasta Damgarten oraz leżące na zachodnim brzegu Reknicy Ribnitz połączono w jedną gminę miejską Ribnitz-Damgarten (niem. Stadt Ribnitz-Damgarten).

## Współpraca
- Buxtehude, Dolna Saksonia
- Sławno, Województwo zachodniopomorskie